# Catalina Larranaga
Pour les articles homonymes, voir Larranaga.
Catalina Larranaga, née le 27 novembre 1969 à El Paso au Texas, est une actrice américaine. Elle se produit parfois sous le nom de Catalina Martone ou Catalina Larra.

## Biographie
Elle est apparue dans plusieurs séries télévisées ainsi que dans des films érotiques saphiques.

## Filmographie

### Séries télévisées
- 1998 : Erotic Confessions
- 1999 : The Pleasure Zone : Jodi
- 2000 : Passion Cove] : Katy
- 2001 : Thrills : Portia Valera
- 2003 : Angel : la serveuse Vamp
- 2004 : Las Vegas : Karla Marin

### Films
- 1997 : Hostile Takeover : Janie Arnett
- 1999 : Corporate Fantasy (Fantasmes au travail) : Gloria
- 1999 : Erotic Confessions: Volume 11 : Erica
- 1999 : Pleasure Zone: Volume 2 : Jodi
- 1999 : Hidden Beauties : Francine
- 1999 : King Cobra : Kathryn Burns
- 1999 : I Like to Play Games Too : Burglar 1
- 1999 : Word of Mouth (Indiscrétions de femmes) : Torri
- 2000 : Aveuglantes (Loveblind) : Channi
- 2000 : Surrender : Oz
- 2000 : House of Love : Melinda
- 2001 : Hollywood Sex Fantasy : Karen
- 2001 : Downward Angel : Christine
- 2001 : Voyeur confessions : Lisa
- 2001 : Sexual Intentions : Cathy
- 2002 : Embrace the Darkness II : Lizzie
- 2002 : Témoin mis à nu (Bare Witness) : Julie Spencer
- 2002 : Castle Eros : Isabel
- 2002 : The Exhibitionist Files : Lisa
- 2004 : Radius : Dain
- 2006 : Body & Soul : Carrie
- 2006 : Read You Like a Book : Gina